# Josu Etxeberria
Josu Etxeberria Azpilicueta (Iturmendi, Navarra, 9 de septiembre de 2000) es un ciclista español.

## Biografía
Nacido el 9 de septiembre de 2000 en Iturmendi, Josu Etxeberria es hijo de Jesús Etxeberria, exciclista aficionado, y Gloria Azpilicueta, exdeportista ganadora de la Behobia-San Sebastián. Inspirado por sus antecedentes familiares, comenzó a montar en bicicleta a la edad de cinco años. Corrió en el Club Ciclista Burunda hasta la categoría cadete, antes de unirse al equipo Irabia Intersport.
En las categorías juveniles se distinguió por ser uno de los mejores ciclistas vascos. En 2018, en su segundo año júnior, obtuvo muchas victorias, especialmente en su región natal. Ganó dos etapas y la general de la Vuelta a Pamplona, en agosto. El mismo año, tuvo sus primeras selecciones para la selección española, en particular para el Campeonato de Europa, donde ocupó el puesto 29.º, y el Campeonato del Mundo, donde se retiró.
Se incorporó al equipo amateur de Caja Rural-Seguros RGA amateur en 2019. Con ellos, ganó una etapa de la Vuelta a Palencia y terminó segundo en la Vuelta a Cantabria ganando una etapa, al tiempo que obtuvo varios lugares de honor en el calendario vasco. En 2020 ganó la Vuelta a Zamora, mientras ganaba la etapa reina, la clasificación por puntos y la clasificación mejor joven. En octubre firma su primer contrato profesional con el equipo Caja Rural-Seguros RGA, tras haber sido stagiaire.
El 15 de noviembre de 2023, en un entrenamiento de pretemporada, fue atropellado en el pueblo navarro de Cía. Como consecuencia fue ingresado en la UCI del Hospital Universitario de Navarra.

## Palmarés
- Aún no ha conseguido victorias como profesional.

## Equipos
- Caja Rural-Seguros RGA (stagiaire) (2020)[5]
- Caja Rural-Seguros RGA[1] (2021-2024)